# بانکو پن

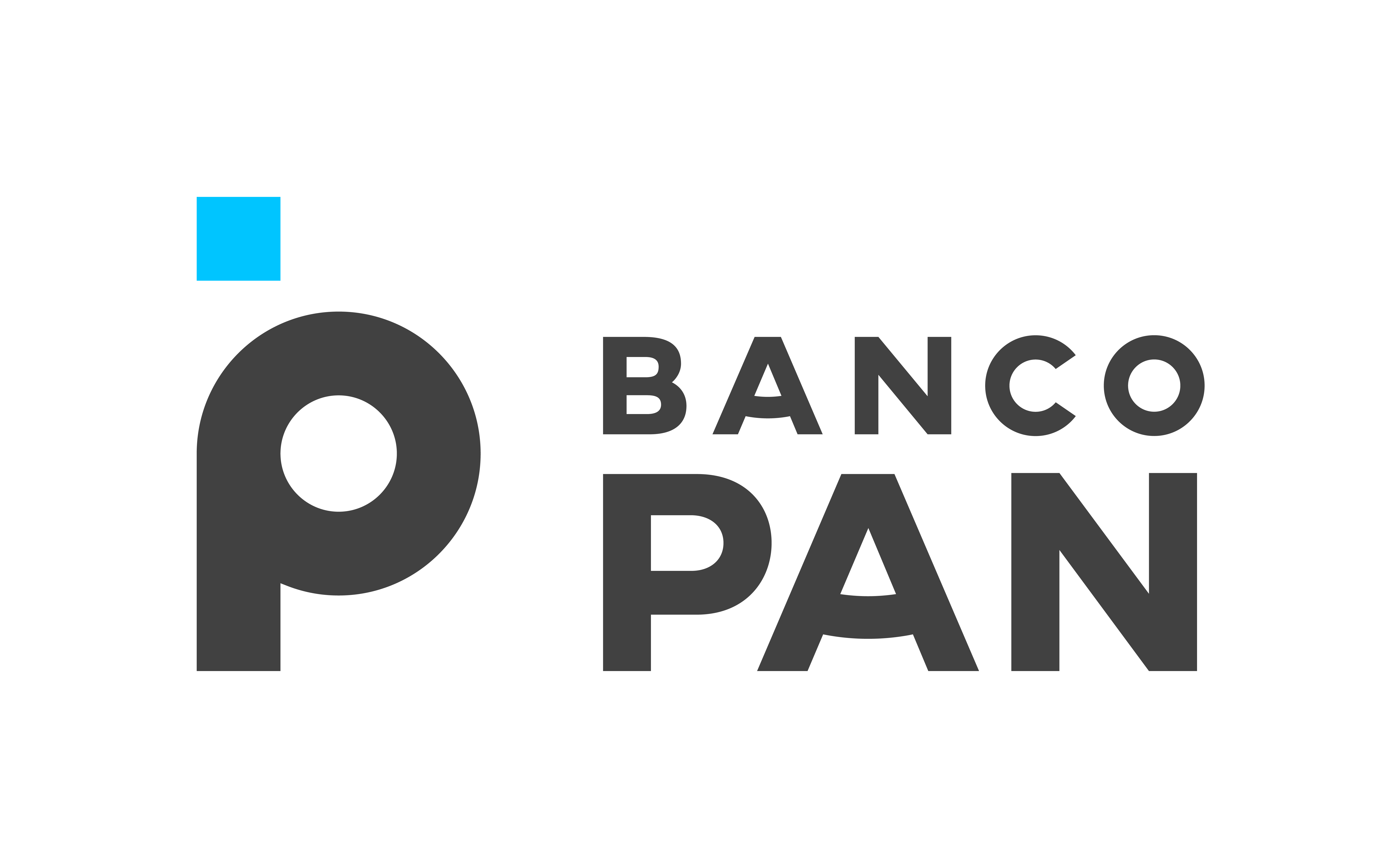
لوگوی پان بانک

بانکو پن (انگلیسی: Banco Pan) شرکت خدمات مالی و بانکداری برزیلی است، که در سال ۱۹۶۹ تأسیس شد.